# Erik Brahe (1552–1614)
Erik Brahe, född 4 september 1552 på Sundholmens slott i Västergötland, död 15 april 1614 i Danzig i Polen, var en svensk ståthållare, riksråd och greve till Visingsborg.

## Biografi
Erik Brahe var son till Beata Gustavsdotter Stenbock och Per Brahe den äldre.
Efter utländska resor tjänstgjorde Brahe som ung vid hovet, både under Johan III och Sigismund. Han fick därefter flera diplomatiska uppdrag och var svenskt sändebud vid kungavalet i Polen 1587 där han medverkade till att Sigismund valdes till kung av Polen, och påverkades starkt av den katolska miljön vid hovet. År 1591 följde han Sigismund till Polen och övergick där till den katolska läran. Samma år tillträdde han Visingsborgs grevskap efter faderns Per Brahe den äldres död. Efter sin återkomst blev Brahe ståthållare på slottet Tre Kronor i Stockholm, men hade svårt att samarbeta med hertig Karl, som redan traktade efter makten och i Brahe såg Sigismunds lydiga redskap.
Han gifte sig 24 juni 1582 på slottet Harburg i Braunschweig i Tyskland med hertiginnan Elisabet av Braunschweig-Lüneburg (1553–1618) av släkten Welf, dotter till hertig Otto II av Braunschweig-Lüneburg-Harburg (1528–1603) och grevinnan Margareta von Schwarzburg-Leutenberg (1529–1559). Äktenskapet var olyckligt, dels för att han var katolik och hon protestant, men också för att Erik Brahe hade ett flertal utomäktenskapliga förbindelser. Under 1596 höll kvinnoaffärerna på att kosta honom hela grevskapet. Hertig Karl hade fått nog av alla skandaler och ville dra in Visingsborg till kronan med motiveringen att greven "med hordomslast, icke en utan många resor, befunnen". Men Erik fick behålla grevskapet och hans favorit för tillfället, Anna Filipsdotter Kern, kunde föda deras son Gustav på Visingsö 1598 (se Örnevinge).
Vid Sigismunds landstigning i Sverige befann sig Brahe på hans sida, men efter slaget vid Stångebro tog Erik hertig Karls parti. Han medverkade tillsammans med bröderna i rättegången år 1600 mot de Sigismundstrogna rådsherrarna. Slutet blev bland annat att Eriks andre svåger Erik Larsson Sparre avrättades. Erik Brahe fann sig knappast särskilt väl tillrätta i Sverige och lämnade landet redan samma år. I Polen försökte han återvinna Sigismunds förtroende, men förgäves, och han förde därefter en omkringflackade tillvaro i Europa. I Prag träffade han år 1601 en avlägsen släkting, den berömde astronomen Tycho Brahe, som tillhörde den danska Braheätten. Tycho Brahe dog helt plötsligt några veckor senare.
Hans intressanta dagboksanteckningar, skrivna med chifferskrift, vilka påträffats och refererats av Sven Tunberg, ger en för sin tid ovanlig inblick i en adelsmans privata förhållanden.

## Familj
Barn med Elisabet av Braunschweig-Lüneburg:
- Beata Margareta Brahe, (1583–1645), gift 1607 med riksrådet Gustav Eriksson Stenbock.

Barn med  Anna Filipsdotter Kern:
- Gustav Örnevinge